# Viktor Schneider
Pour les articles homonymes, voir Schneider.
Viktor Schneider est un ancien fondeur allemand.

## Championnats du monde
- Championnats du monde de ski nordique 1927 à Cortina d'Ampezzo 
  -  Médaille de bronze sur 18 km.